# Dansk Folkeparti
Die Dansk Folkeparti (DF), dänisch für Dänische Volkspartei, ist eine nationalkonservativ-rechtspopulistische Partei in Dänemark. Sie wurde am 6. Oktober 1995 gegründet und arbeitete von 2001 bis 2011 im dänischen Parlament mit einer Minderheitsregierung aus Venstre und Konservativer Volkspartei zusammen. Zwischen 2015 und 2019 stützte die DF als zweitstärkste Fraktion eine Minderheitsregierung aus Venstre, Liberaler Allianz und Konservativer Volkspartei.

## Politische Positionen
Die Programmatik der Dansk Folkeparti weist sowohl starke konservative wie auch sozialdemokratische Elemente auf. Die Partei vertritt eine dezidiert konservative Wertepolitik, die oftmals mit dem Slogan „Gott, König und Vaterland“ paraphrasiert wird. Die Partei wird in Meinungsumfragen mehr als alle anderen Parteien mit spezifisch „dänischen Werten“ wie hyggelighed, Geborgenheit und Bescheidenheit assoziiert. Dagegen ist die Sozialpolitik der Partei eher sozialdemokratisch geprägt (Verteilungspolitik) und auf die Erhaltung des dänischen Wohlfahrtsstaates ausgerichtet. In Dänemark wird die Partei oftmals als Bedrohung vor allem für die Sozialdemokraten gesehen. Andere sehen in der Partei jedoch eher eine Bedrohung für die Konservativen, von denen die Partei viele Stimmen gewinnen konnte.
Die Dansk Folkeparti ist globalisierungskritisch und EU-kritisch eingestellt. Zudem tritt sie für strenge Integrations- und Einwanderungsgesetze ein. Unter ihrer Mitwirkung wurde die Einwanderungsgesetzgebung in Dänemark merklich verschärft. Weitere Themen und Forderungen der Partei sind ein kritischerer Umgang mit dem politischen Islam, die Förderung von bürgerlichen Freiheitsrechten, Senioren- und Familienförderung, Tierschutz, Ausbau des Gesundheitswesens und eine Verschärfung der inneren Sicherheitsgesetze. Die Partei vertritt eine dezidiert pro-israelische Politik. Die Initiative Boycott, Divestment and Sanctions wird strikt abgelehnt. Die DF selbst verkündete 2002 in einer Rede von Mogens Camre, eine „Partei des Zentrums“ zu sein.
Als Mehrheitsbeschafferin einer liberal-konservativen Regierung war es der DF zwischen 2001 und 2011 gelungen, eine rigide Migrationspolitik durchzusetzen. Am 10. November 2010 setzte sie gemeinsam mit der liberal-konservativen Koalition strengere Regelungen für den Nachzug von Familienangehörigen bzw. frisch angetrauten Ehepartnern aus dem Ausland um. Diese Regelungen, die von der sozialdemokratischen Regierung (2011 bis 2015) teilweise wieder zurückgenommen wurden, zielten ausdrücklich auf einen „Stopp für nicht-westliche Einwanderung“ ab. Der Justizpolitische Sprecher Peter Skaarup der Dansk Folkeparti meinte: „Ich bin sicher, dass sie [die Regelungen] bald in vielen anderen Ländern kopiert werden.“ Ähnlich sah dies auch der liberale Ministerpräsident Lars Løkke Rasmussen, der äußerte: „Manche sollen ganz einfach nicht rein in unser Land, das ist keine Frage des Alters, sondern der gesunden Vernunft.“ Nach der Folketingswahl 2015 befand sich die Dansk Folkeparti wie schon zwischen 2001 und 2011 wieder in der Rolle einer Stützpartei für die liberal-konservative Venstre. Seit Sommer 2015 wurde die dänische Flüchtlingspolitik mit den Stimmen der Dansk Folkeparti erneut erheblich verschärft, wobei viele Forderungen der Partei umgesetzt wurden.
Bei der Folketingswahl 2019 verlor die DF massiv an Stimmen und wurde mit 8,7 % lediglich drittstärkste Kraft im Parlament. Bei der Folketingswahl 2022 waren es nur noch 2,6 %.

## Entstehung und Struktur
Die Dansk Folkeparti ging 1995 aus der von Mogens Glistrup gegründeten Fortschrittspartei hervor. Die damalige Parteichefin Pia Kjærsgaard verließ mit Kristian Thulesen Dahl, Poul Nødgaard, Ole Donner u. a. die Partei aus Protest gegen die Reaktivierung des provokativ-querulantischen Parteigründers. Die DF übernahm die kritische Haltung gegenüber Einwanderung und der Europäischen Union, ersetzte jedoch die ultraliberale, steuer- und staatsfeindliche Stoßrichtung der Fortschrittspartei durch eine sozialdemokratisch beeinflusste Sozialpolitik. Diese Verknüpfung von nationalem Fürsorgestaat und Einwanderungsfeindlichkeit fand in der Politikwissenschaft die Bezeichnung „Wohlfahrtschauvinismus“.
Die frühere Parteichefin Kjærsgaard pflegte einen hierarchischen Führungsstil und bestimmte das äußere Erscheinungsbild der Partei maßgeblich mit. Bewerber um die Listenplätze für die Folketingswahl müssen vom Parteivorstand zentral gebilligt werden. Dadurch sollen einerseits innerparteiliche Meinungsverschiedenheiten vermieden werden, andererseits sollen so rechtsextreme Elemente von der Partei ferngehalten werden. Im August 2006 fielen mehrere Ortsvorsitzende der DF einer verdeckten Recherche der Zeitung Ekstra Bladet zum Opfer, nachdem sie ihre Bereitschaft signalisiert hatten, ein vorgebliches Mitglied des rassistischen Netzwerkes Dansk Front in die Partei aufzunehmen. Mit Veröffentlichung ihrer Reaktion wurden die Kommunalpolitiker umgehend aus der Partei ausgeschlossen. Im Oktober 2006 wurden weitere neun Mitglieder ausgeschlossen, nachdem sie der Parteispitze ein unfreies Debattenklima vorgeworfen hatten. Andere Mitglieder äußerten ähnliche Kritik, ohne jedoch ausgeschlossen zu werden.
Die Dansk Folkeparti verfügt wie alle Parteien im Folketing über eine Jugendorganisation (Dansk Folkepartis Ungdom).

## Internationale Zusammenarbeit
Die Partei pflegt relativ wenige internationale Kontakte. Insbesondere wird auf Distanz zu Parteien in anderen Ländern geachtet, die durch radikale Positionen wie Antisemitismus oder Rassismus gekennzeichnet sind. Im Jahr 2010 wurde jedoch erstmals eine Zusammenarbeit mit den Schwedendemokraten ins Auge gefasst. Die traditionell israelfreundliche Dansk Folkeparti unterhält Kontakte nach Israel unter anderem über die Organisation Friends of Israel. Im Europaparlament ist die Partei Mitglied der Fraktion Europäische Konservative und Reformer.
Die DF war von 2002 bis 2007 Mitglied der Europäischen Partei Allianz für das Europa der Nationen und der von 2011 bis 2015 existierenden Bewegung für ein Europa der Freiheit und der Demokratie (MELD). Anfang 2025 trat sie den Patriots.eu bei.

## Ideologie

### Eigendarstellung
Laut eigener Aussage sei der DF keine bestimmte Ideologie zu eigen, vielmehr vertrete die Partei bestimmte Haltungen ausgehend von der Frage, was Dänemark und den Dänen nutze. Gleichwohl fänden sich in der Programmatik und der praktischen Politik der Partei bestimmte konservative, liberale und sozialdemokratische Elemente.

### Einordnung durch Dritte
Foged/Molgaard Nielsen/Roslyng-Jensen ordnen die DF als sozialliberal ein. Die Partei nehme eine Position zwischen Sozialdemokratie auf der einen Seite und Venstre/Konservativen auf der anderen Seite ein.
Andere Parteienforscher ordnen die DF als rechtskonservative Partei ein. Der Politikwissenschaftler Thomas Schubert beschreibt die Position der DF als „weichen“, sein Kollege Richard Stöss beschreibt sie als „gemäßigten“ Rechtsextremismus. Die Partei vermeide jede Verbindung zum Neonazismus und pflege keine internationalen Kontakte zu Rechtsextremen. Die Partei sei durch ethnisch-nationalistische Fremdenfeindlichkeit, Anti-Establishment-Populismus, Wohlfahrtsstaatschauvinismus und Nativismus geprägt. Diese Zuordnung ist allerdings in der Politikwissenschaft nicht unumstritten, da sie „ein relativ weit gefaßtes Verständnis von Extremismus“ voraussetzt.
Der Dresdner Politikwissenschaftler Steffen Kailitz schreibt hierzu:

„[…] [U]m eine Partei als zweifelsfrei rechtsextremistisch zu qualifizieren, [müssen] in ihrer Argumentation neben wohlfahrtschauvinistischen Aussagen auch nationalistische oder rassistische Parolen eine hervorgehobene Bedeutung haben.
Der Vlaams Blok erscheint in dieser Hinsicht etwa als rechtsextremistisch […] So vertreten mit Blick auf die Zuwanderung die dänische und die norwegische Fortschrittspartei, als auch die österreichische FPÖ, eine deutlich weniger extreme Haltung als etwa der FN, die REP und der Vlaams Blok.
So distanzier(t)en sich Vertreter etwa der dänischen und norwegischen Fortschrittsparteien wie der Dansk Folkeparti von rechtsextremistischen Flügelparteien wie der Front National. Diese Distanzierung ist angesichts der vom FN deutlich unterscheidbaren Positionen der Dansk Folkeparti glaubwürdig […].“

Aus Sicht des dänischen Historikers und Holocaust-Experten Therkel Stræde von der Universität von Süddänemark begründet jedoch der in den islamfeindlichen Gesetzesvorschlägen der DF von 2007 (siehe unten) zu Tage tretende „extrem fremdenfeindliche Nationalismus“ sogar eine Verwandtschaft zwischen DF und dem Nazismus, auch wenn er ausdrücklich feststellt, dass die DF keine Nazis seien.
Die dänische Feuilletonistin Eva Smith kritisierte in der dänischen Tageszeitung Politiken den DF-Abgeordneten Martin Henriksen wegen seines Skeptizismus gegenüber der Anerkennung von Menschen anderer Herkunft als dänische Staatsbürger.
Eine Studie aus dem Jahr 2019, die das Abstimmungsverhalten von Parteien zu klimapolitischen Fragen im EU-Parlament betrachtete, bewertet die Dansk Folkeparti als „Dinosaurier“ in Bezug zu einer klimafreundlichen Politik.

## Grundsatzprogramm
Das aktuelle Grundsatzprogramm wurde im Oktober 2002 angenommen. Zentrale Aussagen lauten:
- Stärkung der nationalen Souveränität, Bewahrung von Demokratie, Rechtsstaat und Monarchie
- Bewahrung der Sonderstellung der Dänischen Volkskirche; Garantie der Glaubens- und Bekenntnisfreiheit
- Schutz des Rechts auf freie Meinungsäußerung in Dänemark und weltweit
- Ablehnung der Europäischen Union
- Effektive Strafverfolgung und zügige Rechtsprechung
- Stärkung des Dänentums im In- und Ausland
- Leistungsfähiges Sozial- und Gesundheitswesen
- Schutz der Familie als Kernzelle der Gesellschaft
- Fleiß und Tüchtigkeit müssen sich wieder lohnen
- Umweltverträgliche Nutzung der natürlichen Rohstoffe

## Wahlen

### Folketing
Bei der Folketingswahl 1998 trat die Partei erstmals an und erzielte mit 7,4 % der Wählerstimmen 13 Abgeordnetensitze. 2001 konnte sie sich auf 22 Mandate steigern und spielte seitdem eine Schlüsselrolle im dänischen Parlament, während die Fortschrittspartei sämtliche Mandate einbüßte. Bei der Folketingswahl 2005 stieg die DF mit 13,3 % zur drittstärksten Partei Dänemarks auf, bei der Folketingswahl 2015 wurde die DF mit 21,1 % die zweitstärkste Partei nach den Sozialdemokraten mit 26,3 %.
Die muslimischen Proteste, Ausschreitungen und Morddrohungen nach den Mohammed-Karikaturen stärkten die Dansk Folkeparti in der Wählergunst. Vor der Folketingswahl 2007 versuchte sich die Partei mit Gesetzesvorschlägen zu profilieren, die teilweise als offen diskriminierend bezeichnet wurden. Unter anderem wollte sie das Tragen von Kopftüchern im öffentlichen Raum, Gebetsräume für muslimische Mitarbeiter in dänischen Firmen und Halāl-Fleisch in Kindergärten verbieten lassen.  Nach einem leichten Stimmenrückgang bei der Folketingswahl 2011 (12,3 %) wurde die DF 2015 mit 21,1 % stärkste Partei des bürgerlichen Lagers. In mehreren Kommunen im Süden Jütlands und im ländlichen Seeland wurde sie sogar stärkste Partei. Den höchsten Stimmenanteil auf Wahlkreisebene erreichte sie in Aabenraa mit 31,8 Prozent.
Bei den folgenden Wahlen konnte die Partei diese Position nicht behaupten, nicht zuletzt weil andere Parteien desselben politischen Spektrums als ernstzunehmende Konkurrenten antraten. 2019 stürzte die Dänische Volkspartei in der Wählergunst ab und verlor mehr als die Hälfte ihrer Wähler von 2015, während die etablierten konservativen und rechtsliberalen Parteien wieder an Stimmen gewannen. 2022 wurde die Partei weiter marginalisiert und kam mit 2,6 % der abgegebenen gültigen Stimmen nur knapp über die Sperrklausel von 2 %.
| Folketingswahl | Stimmenanteil | Abgeordnete |
| -------------- | ------------- | ----------- |
| 1998           | 7,4 %         | 13          |
| 2001           | 12,0 %        | 22          |
| 2005           | 13,3 %        | 24          |
| 2007           | 13,9 %        | 25          |
| 2011           | 12,3 %        | 22          |
| 2015           | 21,1 %        | 37          |
| 2019           | 8,7 %         | 16          |
| 2022           | 2,6 %         | 5           |

### Europawahlen
Bei der Europawahl 2009 erreichte die Partei bei einer Wahlbeteiligung von 59,5 Prozent mit insgesamt 357.942 Stimmen 15,3 Prozent der Stimmen und damit zwei Sitze. Morten Messerschmidt und Anna Rosbach schlossen sich der Fraktion Europa der Freiheit und der Demokratie an. Rosbach trat allerdings im März 2011 aus der DF aus und zur Fraktion der Europäischen Konservativen und Reformisten über.
Bei der Europawahl 2014 wurde die DF bei geringfügig niedrigerer Wahlbeteiligung von 56,3 Prozent mit 605.889 Stimmen (26,6 Prozent der gültigen Stimmen) stärkste Kraft in Dänemark und errang vier Sitze im Europaparlament. Die DF wechselte zur Fraktion der Europäischen Konservativen und Reformisten. Mit dem Austritt von Rikke Karlsson schrumpfte die DF-Delegation im Oktober 2015 auf drei Mitglieder. Die Europawahl 2019 endete für die Partei mit großen Stimmverlusten, wodurch aktuell nur ein Abgeordneter vertreten ist, Peter Kofod, der der Fraktion Identität und Demokratie angehört.

## Vorsitzende
- Pia Kjærsgaard 1995–2012
- Kristian Thulesen Dahl 2012–2022
- Morten Messerschmidt 2022–

## Netzmedium
Anfang August 2018 lancierte Dansk Folkeparti ein unabhängiges Netzmedium mit dem Namen Dit Overblik (Dein Überblick). Damit wollen sie Themen abdecken, die in gängigen Medien unterrepräsentiert sind.

## Sonstiges
Nach der Gründung der Dansk Folkeparti 1995 blieb nicht unbemerkt, dass 1941–1943 während der deutschen Besatzung Dänemarks eine Partei gleichen Namens existiert hatte, siehe Dansk Folkeparti (1941). Laut Aussagen der Gründer der jetzigen Partei sei man sich dieser Tatsache nicht bewusst gewesen und halte sie auch für unbedeutend.